# Snailwell
Snailwell – wieś i civil parish w Anglii, w hrabstwie Cambridgeshire, w dystrykcie East Cambridgeshire. Leży 22 km na północny wschód od miasta Cambridge i 94 km na północny wschód od Londynu. W 2011 roku civil parish liczyła 186 mieszkańców. Snailwell jest wspomniana w Domesday Book (1086) jako Snellewelle.